# Yunohamella
Yunohamella is een geslacht van spinnen uit de  familie van de Theridiidae (kogelspinnen).

## Soorten
- Yunohamella lyrica (Walckenaer, 1842)
- Yunohamella subadulta (Bösenberg & Strand, 1906)
- Yunohamella yunohamensis (Bösenberg & Strand, 1906)